# Julia Nunes

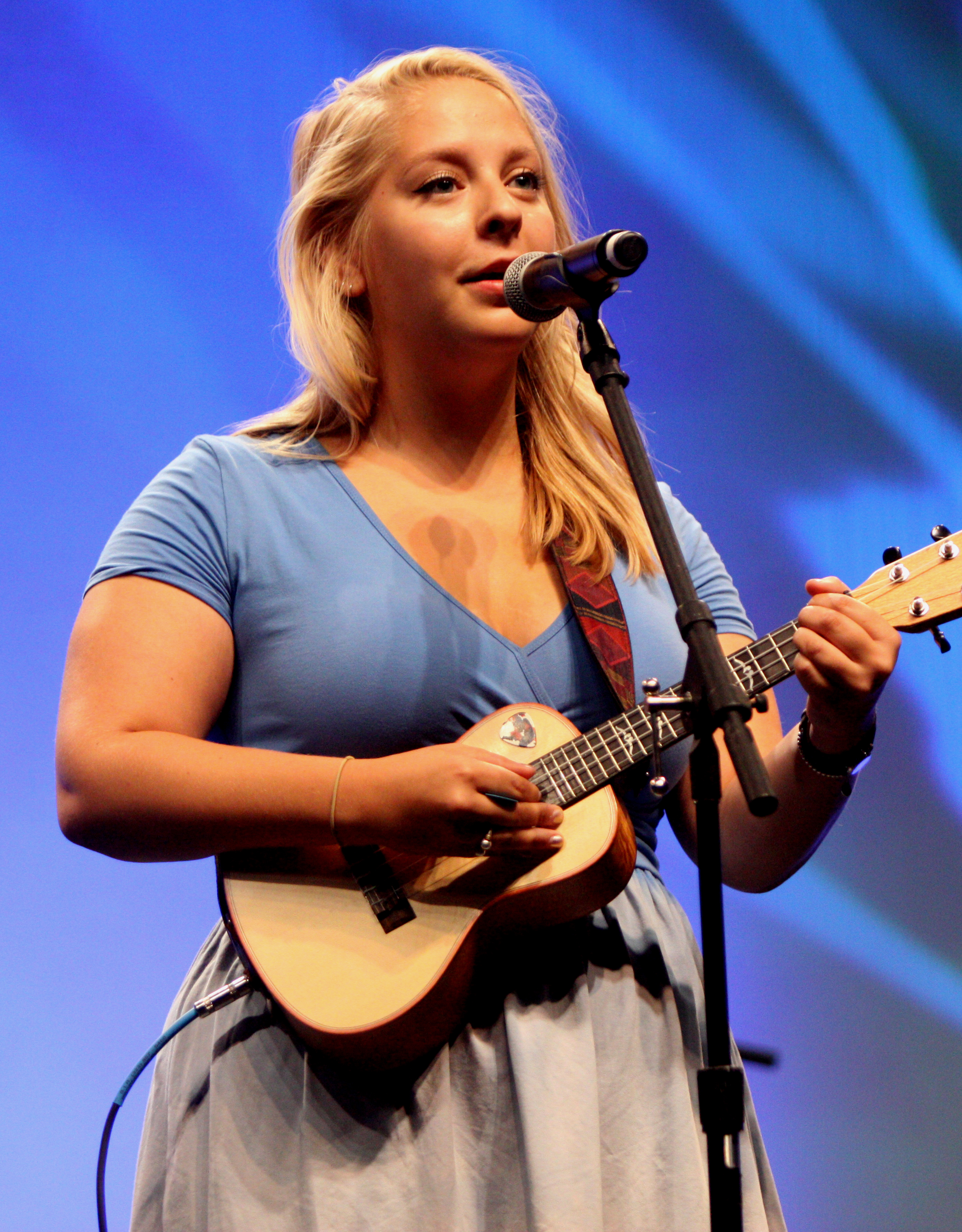
Julia Nunes auf der VidCon im Juni 2012

Julia Nunes (* 3. Januar 1989) ist eine US-amerikanische Singer-Songwriterin aus Fairport, New York. Wesentlichen Fortschritt nahm ihre musikalische Karriere online durch ihre auf YouTube gestellten Videos gecoverter und eigener Songs, in denen sie – oft mehrstimmig – singt und sich dabei selbst auf Gitarre, Melodica, Piano oder Ukulele begleitet.

## Leben
Nunes wurde am 3. Januar 1989 in einer Musikerfamilie in New York geboren: Ihr Vater ist Pianist und komponiert Kinderlieder, einer ihrer Großväter komponierte portugiesische Fado-Musik, der andere war Jazz-Pianist. Nunes begann im Alter von sieben Jahren mit Klavierstunden, bis sie als Teenager zur Gitarre wechselte. Seit dem 14. Lebensjahr komponiert sie eigene Songs; Ukulele spielt sie seit 2005, daneben noch Gitarre und Melodica. In einem Kommentar zu einem ihrer YouTube-Videos weist sie darauf hin, dass sie sowohl die US-amerikanische als auch die portugiesische Staatsbürgerschaft besitzt.

## Werke

### YouTube-Videos
Nunes wurde durch ihre „unterhaltsamen und aufwendig geschnittenen“ Videos auf YouTube bekannt. Darunter sind eigene Songs, aber auch Cover einiger ihrer bevorzugten Bands wie Say Anything, Spoon, The Beatles, The Beach Boys und Destiny’s Child. Eigene Songs erschienen bereits zweimal auf der Hauptseite von YouTube unter ihrem Benutzernamen jaaaaaaa, der sich laut ihrer eigenen Aussage zufällig ergab, als sie die A-Taste nach der J-Taste einer PC-Tastatur – die Anfangs- und Endbuchstaben ihres Vornamens – mehrfach drückte.
Molly Ringwald berichtete auf Good Morning America am 30. August 2008, dass sie selbst zur Ukulele griff, nach dem sie Julia Nunes auf YouTube gesehen hatte: „Ich wollte schon immer Ukulele spielen und sie (Nunes) hat mich dazu inspiriert.“

### Left Right Wrong
Ihre erste CD Left Right Wrong enthält ausschließlich eigene Kompositionen und wurde im Sommer 2007 als Independent-Produktion bei JuNu Music (ASCAP), auf Nunes’ Label Rude Butler Music, veröffentlicht. In der Folge ihres YouTube-Erfolgs vereinbarte Nunes im Juni 2008 einen Distributions-Vertrag für Left Right Wrong mit der Burnside Distribution Corporation, so dass das Album jetzt auch im normalen Handel erhältlich ist. Die zwölf Titel (zehn davon Studio- und zwei Live-Aufnahmen) wurden nur mit Gitarre und Stimme aufgenommen, ohne die Overdubs, die ihre YouTube-Videos auszeichnen. Ein Video ihres Songs Into the Sunshine wurde mehr als zwei Millionen Mal auf YouTube angeschaut.

### I Wrote These
Ihre zweite CD I Wrote These erschien am 15. Oktober 2008. Abgesehen vom Titel Sugar Coats, der gemeinsam mit ihrem Freund und Musikerkollegen Kirk Stevens entstand, enthält die CD erneut ausschließlich eigene Songs von Nunes. Wie ihre erste CD erschien I Wrote These bei ihrem Label Rude Butler Music, das Copyright liegt bei JuNu Music. Das Album wurde von Peter Kobor und Chris Roberson bei Studio Arts Entertainment und Hilltop Recording in Greenwich, New York aufgenommen und gemischt. Die meisten Titel sind rein akustisch eingespielt, bei einigen wenigen Songs wird sie von einer vollständig besetzen Band begleitet, unter anderem mit Todd Haviland am Bass und Dave Harris als Drummer. Gastsänger sind Dan Gocek, Kirk Stevens, und Andy Martin; als weitere Begleitung dient Pfeifen, Fingerschnippen und Beatboxing. I Wrote These wurde von Steve Forney in den Linden Oaks Studios in Rochester, New York gemastert.

### Auftritte in jüngster Zeit
Auf Anfrage von Ben Folds, einem ihrer musikalischen Vorbilder, trat sie im Mai 2008 im Vorprogramm des Pianisten auf. Sie hatte einen Auftritt beim Bushman Ukulele Luau im Mai 2008, nachdem sie 2007 beim Bushman World Ukulele Video Contest den ersten Preis gewonnen hatte. Später war sie in The Knitting Factory in New York zu sehen. Am 25. Oktober 2008 spielte sie im Vorprogramm von The Bacon Brothers an der State University of New York in Geneseo. Am 22. November 2008 spielte Nunes ihren Song Maybe I Will auf YouTube in San Francisco, gemeinsam mit dem YouTube Ukulele Orchestra, bestehend aus YouTube-Benutzern und Ukulele-Spielern Wade Johnston, Dustin Domingo, Philip Fernandez and Narciso Lobo.
Im Januar 2009 trat Nunes viermal vor ausverkauftem Haus in London auf und war mit einem Interview und einen Auftritt auf BBC Radio 1 zu hören.
Im Juni 2009 spielte sie dreimal auf dem Bonnaroo Music and Arts Festival, ein Independent-Musikfestival in Manchester, Tennessee, und war zum zweiten Mal auf Tour in England.
Mit den Aufnahmen zu ihrer dritten CD hat sie im August 2009 begonnen. Das Album wurde am 2. Februar 2010 über iTunes über ihr eigenes Label Rude Butler Records veröffentlicht. Produzenten waren Jack Conte und Nataly Dawn (Pomplamoose).

## Trivia
Im Dezember 2008 beteiligte sich Nunes an dem Project4Awesome der Vlogbrothers.
Anstatt Benutzer auf YouTube zu Spenden für Wohltätigkeitszwecke aufzurufen, bot sie eine handgestrickte Mütze auf eBay zum Verkauf an und versprach, die doppelte Summe des Erlöses der Lupus Foundation of America (einer Non-Profit-Organisation zur Förderung der Erforschung und Behandlung von Lupus erythematodes) zu spenden.
Nach einem Bieterstreit ging die Mütze für 1.250 US-Dollar an Kenny West, einem Musiker aus Philadelphia. Als ihr klar wurde, welchen Betrag sie nun aus eigener Tasche aufbringen musste, bat sie ihre Zuschauer auf YouTube um Unterstützung und versprach, 500 Dollar aus eigener Tasche zu spenden.
Im Januar 2009 überwies Nunes der Lupus Foundation eine Spende in Höhe von 3.107,85 US-Dollar.